# Manaia (fleuve)
Le fleuve Manaia  (anglais : Manaia River) est un cours d’eau de la Péninsule de Coromandel dans l’ Île du Nord de la Nouvelle-Zélande dans le district de Thames-Coromandel dans la région de Waikato.

## Géographie
Il s’écoule vers le nord à partir de sa source dans la chaîne de Coromandel (en), atteignant les eaux du Golfe de Hauraki au niveau de «Manaia Harbour», à 10 km au sud-ouest de la ville de Coromandel.